# Igreja Matriz de Arrifana
A Igreja Matriz de Arrifana, também referida como Igreja Paroquial de Arrifana e Igreja de Nossa Senhora da Assunção, localiza-se na vila e na freguesia de Arrifana, Município de Santa Maria da Feira, Distrito de Aveiro, em Portugal.

## Curiosidades
O caminho português de Santiago passa defronte à Igreja. No largo em frente à mesma existem setas amarelas pintadas nos postes, que indicam a direção correta do caminho que leva a Santiago de Compostela.

## Galeria

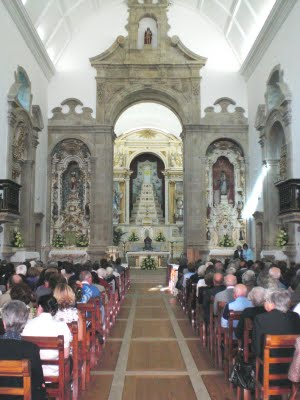
Interior
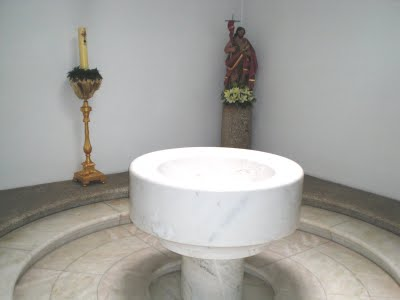
Pia batismal